# Andries Blitz

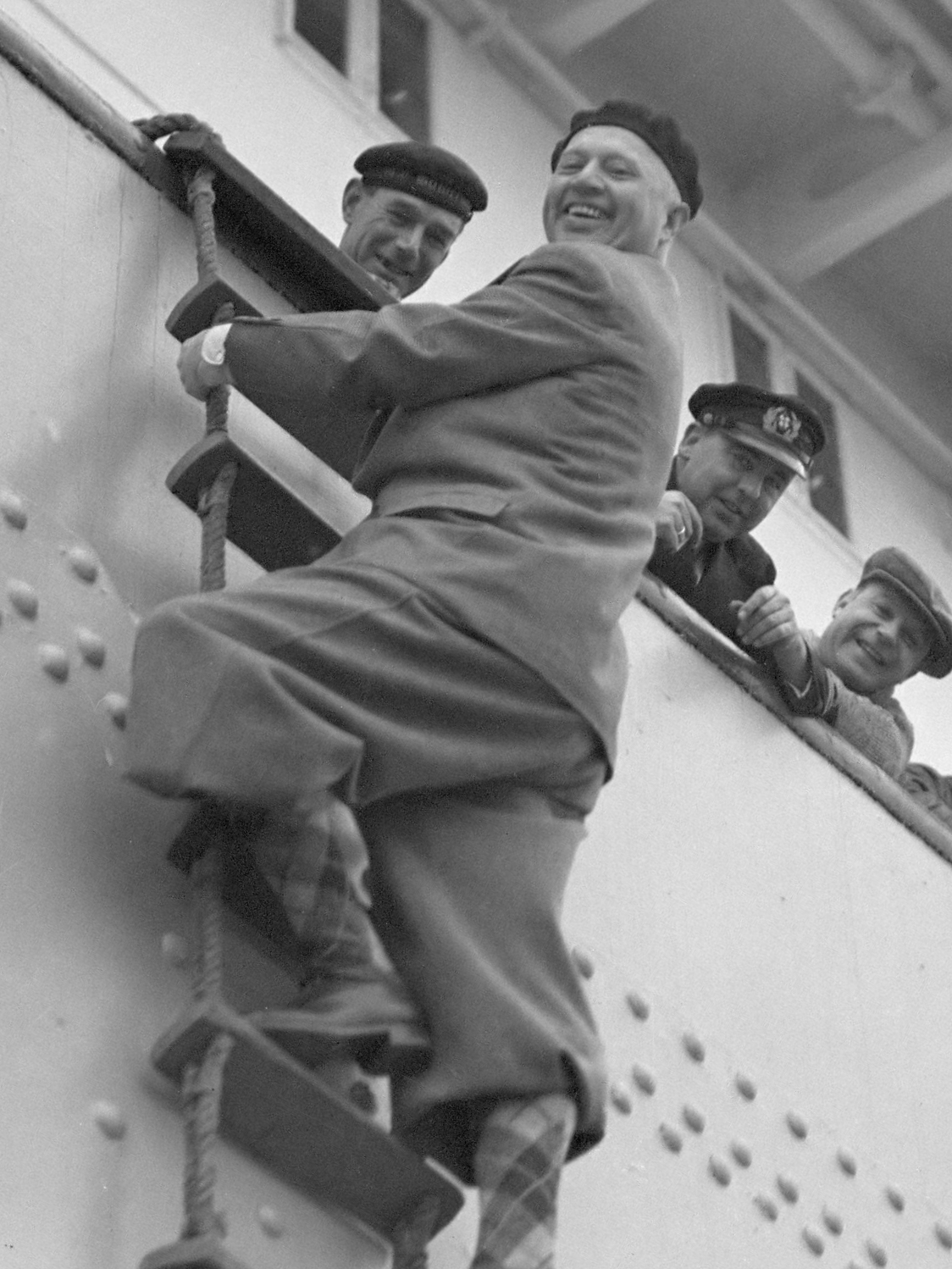
Andries Blitz (1935)

Andries Blitz (officieel Andries Blits, Amsterdam, 24 april 1890 – Auschwitz, 14 augustus 1942) was een Nederlandse uitgever.
Aanvankelijk werkte hij bij uitgeverij Scheltens & Giltay, maar hij begon op 1 januari 1929 zijn eigen uitgeverij, waarmee hij vooral lichte romans en andere populaire werken publiceerde. Blitz gaf ook diverse luchtvaartboeken uit.
Blitz was de bedenker en uitvoerder van de ABC Romans, een van de eerste Nederlandse pocketseries, naar het voorbeeld van de Engelse Penguin Pockets: goede boeken voor weinig geld. ABC kwam in 1938 tot stand in samenwerking met De Arbeiderspers (Arbeiderspers Blitz Combinatie). De eerste zes pockets kostten 35 cent per stuk. Boekhandelaren protesteerden aanvankelijk tegen deze lage prijs, maar de succesvolle verkoop bracht hen spoedig tot zwijgen.
Tijdens de Tweede Wereldoorlog werd Blitz vanwege zijn Joodse afkomst vermoord in het concentratie- en vernietigingskamp Auschwitz.

## Postuum
Na de oorlog ging zijn weduwe, Debora Blitz-Tas (1892-1981), door met de uitgeverij. De ABC-pockets werden nog tot 1958 uitgegeven.
In 1947 begon Debora Blitz-Tas met de sponsoring van de belangrijkste internationale gasballonwedstrijd van Nederland. Ter herinnering aan haar man werd de wedstrijd de Coupe Andries Blitz genoemd. De ballonvaarder die de grootste afstand aflegde won de wedstrijd. De laatste prijs werd in 1956 uitgereikt.

## Enkele bekende uitgaven
De uitgever is onder meer bekend van de zgn. Toonder-albums. De reeks bestaat uit de volgende delen:
- Serie A - Heer Olivier B. Bommel en Tom Poes

1. De Zwelbast / De Zwarte Zwadderneel
2. De Plamoen / Het Lemland
3. De Bommel-Legende / De Spliterwt
4. De Kwanten / De Beunhaas

- Serie B - Panda

1. Het Ding / De Meester-Magiër
2. De Ontdekkingsreiziger / Het Meesterwerk

- Serie C - Koning Hollewijn

1. De Flutters / De Lorrocraat
2. De Steen der Wijzen

- Serie D - Kappie

1. De Kletzkische Vlam / De Vertraagde Massa
2. Drijvende Schotels / In Wildwest

- Serie E - Marion

1. Avontuur in Parijs / De Laatste Show

- Serie F - Olle, Birre en Holle

1. Olle Kapoen en de grijpdabbels / Birre Beer en de nijvere neven / Holle Pinkel en het jeugdpoeder